# 文亨镇
文亨镇是中国福建省龙岩市连城县下辖的一个镇。

## 历史沿革
2005年，李屋乡并入文亨乡。2011年，文亨乡更名为文亨镇。

## 行政区划
文亨镇共辖22个行政村，分别是：
文陂村、班竹村、文保村、福地村、亨明村、田心村、黄屋村、文岗村、文楼村、龙岗村、竹岗村、炉坪村、南坑村、富塘村、湖峰村、田头村、南阳村、蒋坊村、鲤江村、李屋村、福坑村、大地村。